# Jacques Pousaz
Jacques Pousaz (Suiza; 5 de agosto de 1947 – 6 de diciembre de 2022) fue un jugador suizo de hockey sobre hielo que jugaba como delantero.

## Carrera

### Club
| Periodo   | Club                 |
| --------- | -------------------- |
| 1968-1970 | HC La Chaux-de-Fonds |
| 1970-1976 | Genève-Servette HC   |
| 1976-1978 | HC Sierre-Anniviers  |

### Selección nacional
Jugó para la selección nacional en las Juegos Olímpicos de Sapporo 1972 donde fueron eliminados en la primera ronda.

## Muerte
Pouzas murió el 6 de diciembre de 2022 a los 75 años por un ataque cardíaco.

## Logros
- Liga Nacional Suiza: 3

1968, 1969, 1970
- Copa de Suiza: 1

1971